# 斯蒂芬·莫勒姆
斯蒂芬·莫勒姆（英語：Stephen Mowlam，1976年12月22日—），澳大利亚前男子曲棍球运动员。他曾代表澳大利亚国家队参加2004年夏季奥林匹克运动会曲棍球比赛，获得一枚金牌。